# Train Simulator Classic
Pour les articles homonymes, voir Train Simulator.
 (août 2024).
Si vous disposez d'ouvrages ou d'articles de référence ou si vous connaissez des sites web de qualité traitant du thème abordé ici, merci de compléter l'article en donnant les références utiles à sa vérifiabilité et en les liant à la section « Notes et références ».
Ne doit pas être confondu avec Train Sim World.
Train Simulator Classic (abrégé en TSC, initialement RailWorks jusqu'en 2011 puis Train Simulator jusqu'en 2022), est une série de jeux vidéo de simulation ferroviaire développée par Dovetail Games. Éditée le 12 juin en ligne sur Steam et le 3 juillet dans les magasins, c'est le successeur de Rail Simulator qui est sorti en 2007 et dont les droits ont été rachetés par Dovetail Games,. Le dernier jeu en date est Train Simulator Classic 2024.

## Historique
Après avoir achevé le développement de Rail Simulator, Kuju Entertainment se concentre sur d'autre projets et ne s'implique pas à faire vivre le jeu (correctifs, mises à jour...). Conscients du potentiel du logiciel, une partie des membres de l'équipe initiale décide de créer une entreprise, Rail Simulator Developments Ltd (RSDL), pour continuer le développement du jeu.
La série connait plusieurs mises à jour significatives comme en 2009, avec la nouvelle version RailWorks, RailWorks 2: Train Simulator, en 2010, RailWorks 3: Train Simulator 2012 en 2011, Train Simulator 2013 en 2012, et ainsi de suite jusqu'à TS 22 en 2021,,; puis Train Sim World Classic à partir de 2022, et les jeux qui suivent.

## Liste des jeux
En 2009, Rail Simulator Developments Ltd (RSDL) présente la nouvelle version RailWorks, compatible avec la précédente et distribuée sur la plate-forme de jeu Steam.
Fin septembre 2011, une nouvelle version appelée RailWorks 3 (également intitulée Train Simulator 2012) est publiée : elle propose le dévers des voies ainsi que des améliorations dans les effets visuels dont les sources lumineuses (phares, lampadaires...), la pluie sur le pare-brise, les ombres dynamiques et le "relief distant".
Fin septembre 2012, une nouvelle version intitulée Train Simulator 2013 apporte quelques modifications dans la gestion du jeu par une interface rénovée, la possibilité d'utiliser des manettes de jeu Xbox 360, des nouvelles routes et autres.
Au fil des années, en septembre, apparaît une nouvelle dénomination de version :
- Train Simulator 2014[9] offre un mode Carrière et la mise en route rapide Quick Drive mais aucune autre nouveauté,
- Train Simulator 2015[10],[11] propose un mode "Académie" pour l'apprentissage de l'utilisation du simulateur et quelques extensions dans l'éditeur d'itinéraires.
- Train Simulator 2016[12],[13], sorti le 17 septembre 2015, apporte peu de choses comparé au 2015.
- Train Simulator 2017, sorti le 15 septembre 2016, de nouvelles textures et modélisations sont présentes, notamment sur les personnages et l’intérieur des cabines de trains. De nouvelles locomotives et routes sont disponibles en supplément.
- Train Simulator 2018, sorti le 17 novembre 2017, apporte peu de choses comparé au 2017. De nouvelles locomotives et routes sont disponibles en supplément.
- Train Simulator 2019 sorti le 11 octobre 2018, apporte une version 64 bits
- Train Simulator 2020 est sorti le 19 septembre 2019Logotype de Train Simulator 2020

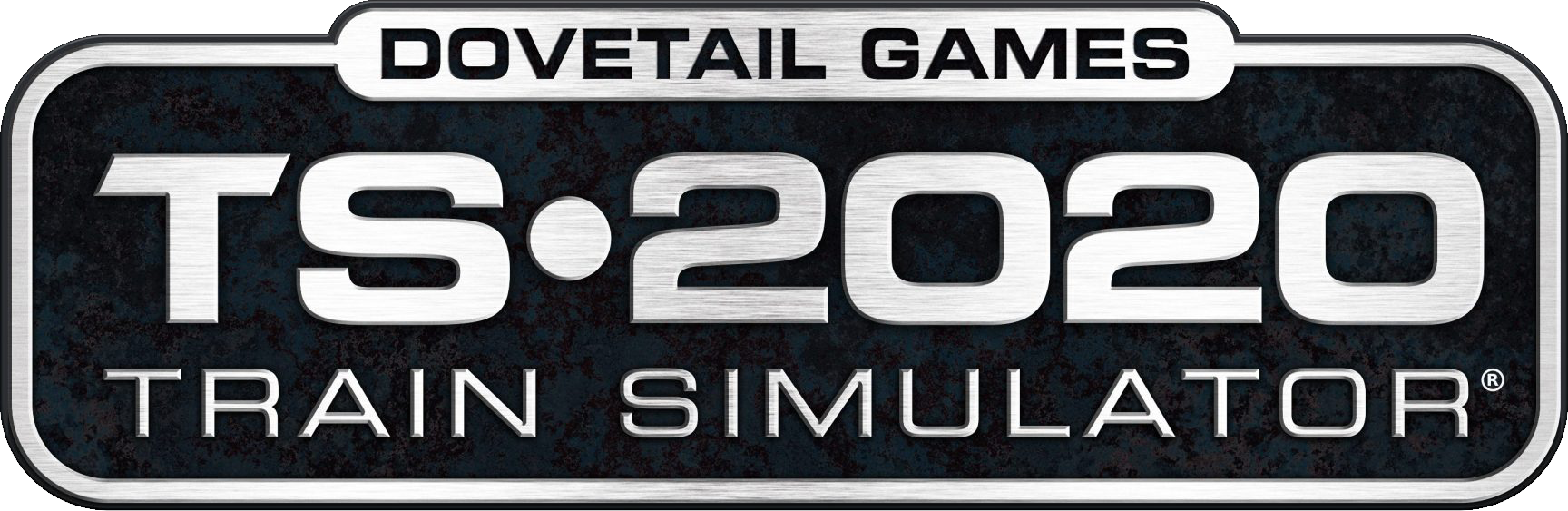
Logotype de Train Simulator 2020

- Train Simulator 2021 est sorti le 17 septembre 2020
- Train Simulator 2022 est sorti le 30 septembre 2021
- Train Simulator Classic est sorti le 26 avril 2022. Le jeu a adopté la terminologie "classic" à partir de ce jeu[à développer]. Il n'y a pas eu de nouveau jeu en 2023, ce qui fait de TSC un des jeux de la licence à avoir été vendu le plus longtemps avant l'arrivée de son successeur. Le jeu exceptionnellement n'a pas n'indique pas d'année dans son titre.
- Train Simulator Classic 2024 est sorti le 21 mai 2024. Il est le deuxième jeu à être nommé "Classic".

## Système de jeu
Le jeu consiste à conduire un train de façon plus ou moins réaliste en tenant compte de contraintes de tout type : signalisation, horaires, météo, etc. Les trains peuvent se conduire en deux modes: soit en respectant les procédures complexes proches de celles du matériel réel, soit en faisant usage des commandes simplifiées que le simulateur propose.
Dovetail Games propose divers contenus additionnels sur Steam, représentant souvent des lignes ferroviaires et des trains existants dans le monde.
Train Simulator est un logiciel ouvert dans la mesure où l'utilisateur peut créer les éléments apparaissant dans l'environnement simulé. Ainsi, avec le jeu est fourni un éditeur d'itinéraires permettant :
- d'importer des modèles numériques de terrain et d'y appliquer des textures,
- de tracer des voies ferrées avec signalisation, des routes avec trafic, et toutes entités présentées sous forme de courbes splines (lignes électriques, murs, haies, talus, viaducs, etc.).
- de superposer, pendant l'édition, les images Google Earth pour servir de guide aux tracés et positionnement d'objets,
- de positionner des objets de toute sorte : bâtiments, végétation, personnages, lacs, etc.

Il est également possible de créer des objets et des matériels roulants utilisables dans le jeu mais aucun éditeur n'est fourni pour cette tâche. Il est nécessaire pour cela de disposer d'un logiciel tiers de modélisation 3D avec un module de conversion vers le format spécifique du jeu.
Il existe trois possibilités :
- Blender gratuit, complété par le module d'exportation,
- 3DCrafter d'Amabilis dans sa version payante,
- Autodesk 3ds Max.

La réalisation de matériels roulants doit s'accompagner du développement des caractéristiques dynamiques, des éléments sonores et lumineux ainsi que de la modélisation de la cabine de conduite avec ses commandes et ses indicateurs.

## Annexe